# Posebni rezervat prirode Gornje Podunavlje
Posebni rezervat prirode Gornje Podunavlje je posebni rezervat prirode u pokrajini Vojvodini u Republici Srbiji. Prostire se na 19.648 hektara, a rezervatom upravlja JP Vojvodinašume.
U naravi je ritsko-močvarna cjelina, jedna od zadnjih velikih dunavskih močvarnih divljina. Prati tok Dunava. Sastoji se od Monoštorskog i Apatinskog rita. 
Rezervat je biološki raznolik. Bogat je brojnom divljači i rijetkim pticama. U rezervatu se održalo autentično kulturno nasljeđe. 
Polovica rezervata se nalazi na osporenim područjima koja pripadaju međunarodno priznatom teritoriju Republike Hrvatske.